# Alcobaça, Bồ Đào Nha
Alcobaça là một huyện thuộc tỉnh Leiria, Bồ Đào Nha. Huyện này có diện tích 415 km², dân số thời điểm năm 2001 là 55376 người.